# Alan Devlin
Alan Devlin (Dublino, 13 maggio 1948 – Dalkey, 13 maggio 2011) è stato un attore irlandese attivo in campo teatrale, cinematografico e televisivo.

## Biografia
Figlio di Johnny e Alice Devlin, Alan crebbe a Booterstown e cominciò a recitare con i New Irish Players di Killarney. La carriera da attore lo portò lontano dall'Irlanda, sui palchi londinesi e a Hollywood. Particolarmente apprezzate furono le sue interpretazioni ne Il Gabbiano di Chekov e Una luna per bastardi di Eugene O'Neill, per cui vinse il Laurence Olivier Award nel 1983.

## Filmografia parziale

### Cinema
- Quel lungo venerdì santo, (The Long Good Friday), regia di John Mackenzie (1980)
- La segreta passione di Judith Hearne (The Lonely Passion of Judith Hearne), regia di Jack Clayton (1987)
- Un perfetto criminale (Ordinary Decent Criminal), regia di Thaddeus O'Sullivan (2000)
- Angeli ribelli (Song for the Raggy Boy), regia di Aisling Walsh (2003)

### Televisione
- Mai dire sì (Remington Steele) – serie TV, 2 episodi (1987)
- The Clinic – serie TV, 1 episodio (2009)
- Tom - Un angelo in missione (Three Wise Women), regia di Declan Recks – film TV (2010)

## Doppiatori
- Carlo Reali in Angeli ribelli